# 10880 Кагуя
10880 Кагуя (10880 Kaguya) — астероїд головного поясу, відкритий 6 листопада 1996 року.
Тіссеранів параметр щодо Юпітера — 3,272.